# Mike Powell
Michael Anthony „Mike“ Powell (* 10. November 1963 in Philadelphia, Pennsylvania) ist ein ehemaliger US-amerikanischer Leichtathlet. Seit 1991 ist er mit einer Weite von 8,95 m Weltrekordhalter im Weitsprung.

## Der Rekordsprung
Powell übertraf mit 8,95 m am 30. August 1991 im Weitsprung-Endkampf bei den Weltmeisterschaften 1991 in Tokio die legendäre Bestmarke von 8,90 m, die sein Landsmann Bob Beamon 1968 bei den Olympischen Spielen in Mexiko aufgestellt hatte und die 23 Jahre Bestand hatte.
In einem aufregenden Duell mit dem mehrfachen Olympiasieger Carl Lewis gewann er dank dieses Sprunges den Weltmeistertitel. Lewis erzielte während des bisher besten Weitsprung-Wettkampfes in seinem vierten Sprung eine Weite von 8,91 m, jedoch mit zu starkem Rückenwind, so dass der Rekord nicht gewertet werden konnte. Nach zwei guten Sprüngen im zweiten und dritten Versuch war Powell bei seinem vierten Sprung dem Weltrekord sehr nahegekommen und hatte so angedeutet, dass er in fantastischer Form war; allerdings wurde dieser Versuch als ungültig gewertet. Bei seinem fünften Versuch brach er mit einem perfekten Sprung den Weltrekord und sprang 8,95 m weit. Lewis, der in diesem Wettkampf die beste Serie seiner ganzen Karriere sprang (vier Sprünge über 8,80 Meter), konnte trotz zweier weiterer Riesensätze von 8,87 m und 8,84 m den Weltrekord von Powell nicht mehr brechen.
Hier die genaue Entwicklung des Wettkampfs:
- 1. Sprung → Powell 7,85 m/Lewis 8,68 m
- 2. Sprung → Powell 8,54 m/Lewis übergetreten
- 3. Sprung → Powell 8,29 m/Lewis 8,83 m w
- 4. Sprung → Powell übergetreten/Lewis 8,91 m w
- 5. Sprung → Powell 8,95 m/Lewis 8,87 m
- 6. Sprung → Powell übergetreten/Lewis 8,84 m

Im Nachhinein wurde versucht nachzuvollziehen, warum es ausgerechnet an diesem Tage zu einer derartigen Serie beider Springer gekommen war. Anders als beim Rekord Beamons konnten ein zu hoher Rückenwind und auch ein Fehler an der Weitenmessanlage ausgeschlossen werden. So fiel der Verdacht auf ein zu elastisches Absprungbrett. Dies ließ sich aber nicht mehr prüfen, weil das Brett bei einer turnusmäßigen Wartung des Stadions inzwischen erneuert worden war. Lediglich die Anlaufbahn erwies sich als außergewöhnlich elastisch – ihr Belag entspräche heute nicht mehr den Vorschriften der IAAF.

## Weitere Karriere

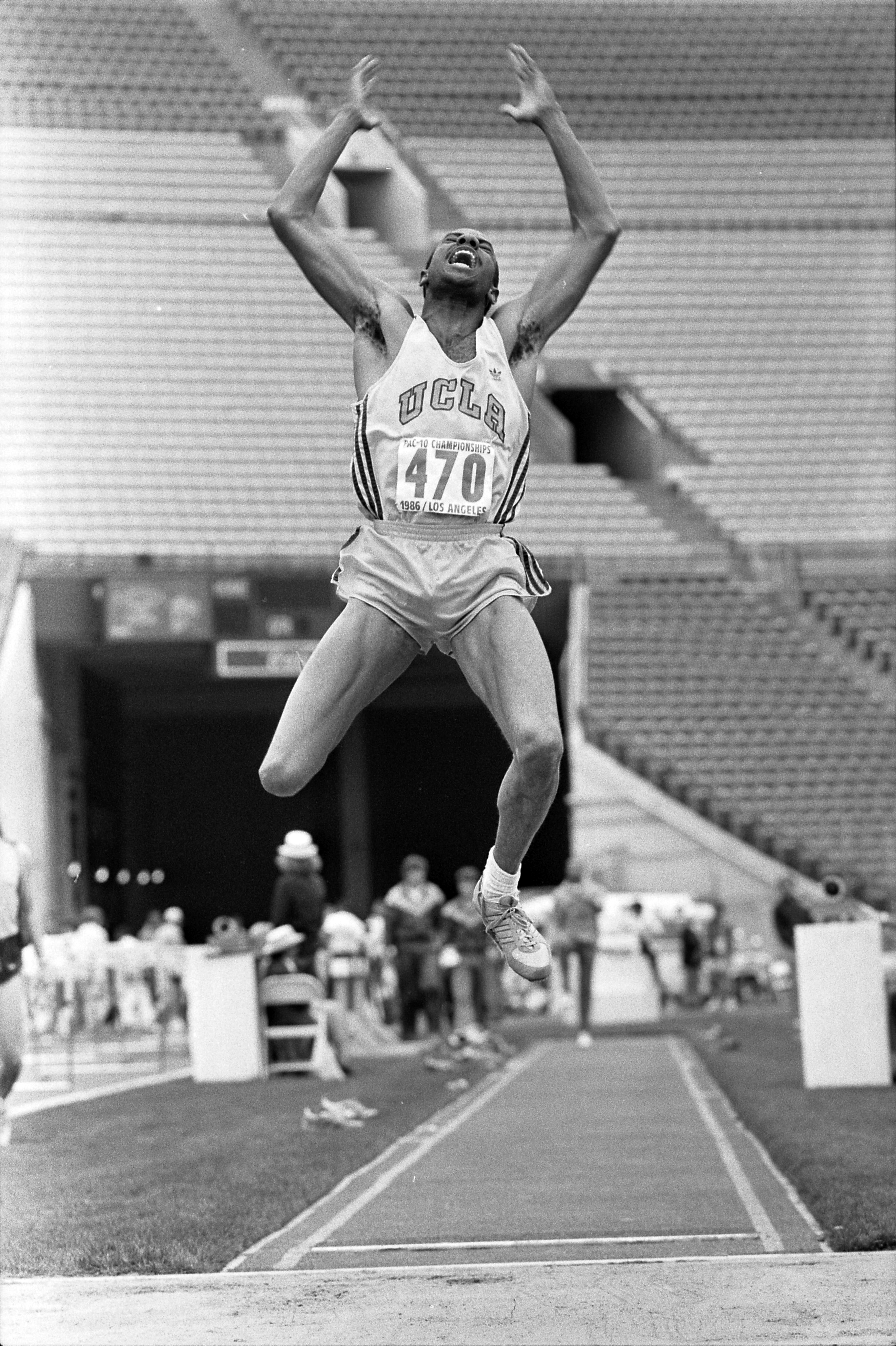
Mike Powell (1986)

1988 in Seoul und 1992 in Barcelona gewann er jeweils hinter Lewis die Silbermedaille bei den Olympischen Spielen. 1993 konnte er seinen Weltmeistertitel erfolgreich verteidigen.
Nach den Olympischen Spielen 1996 in Atlanta erklärte Powell seinen Rücktritt vom aktiven Sport, kehrte aber 2001 zurück, um sich für die Olympischen Spiele 2004 in Athen zu qualifizieren, was ihm allerdings nicht gelang.
Mike Powell wurde anlässlich der Weltmeisterschaften in Osaka 2007 mit dem International Fair Play Award der IAAF ausgezeichnet. Der Preis wird alle zwei Jahre an Athleten vergeben, die sich auf und abseits der Laufbahn vorbildlich für die Leichtathletik einsetzen. Powell arbeitet als Coach an der Universität von Kalifornien und ist als Botschafter für die IAAF unterwegs.

## Persönliche Bestleistungen
- 100 m: 10,45 s
- 200 m: 21,21 s
- Hochsprung: 2,16 m
- Weitsprung: 8,95 m
- Dreisprung: 15,76 m